# Strimmor
Strimmor är en singel av Lars Winnerbäck, släppt som download 19 maj 2008 och i fysisk form 26 maj. Den blev som bäst tvåa på den svenska singellistan. Intäkterna från försäljningen går till Amnesty International. Låten blev nummer 97 på Trackslistans årslista för 2008.

## Låtlista
1. Strimmor